# Whitneyville (Maine)
Whitneyville ist eine Town im Washington County des Bundesstaates Maine in den Vereinigten Staaten. Im Jahr 2020 lebten dort 202 Einwohner in 116 Haushalten (in den Vereinigten Staaten werden auch Ferienwohnungen als Haushalte gezählt) auf einer Fläche von 39,34 km².

## Geographie
Nach dem United States Census Bureau hat Whitneyville eine Gesamtfläche von 39,34 km², von der 38,54 km² Land sind und 0,8 km² aus Gewässern bestehen.

### Geographische Lage
Whitneyville liegt im Süden des Washington Countys. Im östlichen Teil der Town liegt der Machias River. Er fließt in südöstliche Richtung durch das Gebiet und bildet dabei größere Seen. Die Oberfläche ist leicht hügelig, ohne nennenswerte Erhebungen.

### Nachbargemeinden
Alle Entfernungen sind als Luftlinien zwischen den offiziellen Koordinaten der Orte aus der Volkszählung 2010 angegeben.
- Norden: Northfield, 9,5 km
- Nordosten: Marshfield, 5,2 km
- Südosten: Machias, 10,1 km
- Süden: Roque Bluffs, 15,5 km
- Südwesten: Jonesboro, 11,1 km
- Westen: North Washington, Unorganized Territory, 49,6 km

### Stadtgliederung
In Whitneyville gibt es mit Whitneyville nur ein Siedlungsgebiet.

### Klima
Die mittlere Durchschnittstemperatur in Whitneyville liegt zwischen −7,8 °C (18 °F) im Januar und 18,3 °C (65 °F) im Juli. Damit ist der Ort gegenüber dem langjährigen Mittel der USA um etwa 9 Grad kühler. Die Schneefälle zwischen Oktober und Mai liegen mit bis zu zweieinhalb Metern mehr als doppelt so hoch wie die mittlere Schneehöhe in den USA; die tägliche Sonnenscheindauer liegt am unteren Rand des Wertespektrums der USA.

## Geschichte
Whitneyville wurde am 10. Februar 1845 als eigenständige Town organisiert. Zuvor gehörte das Gebiet zum Gebiet der Town Machias.
Am westlichen Ufer des Machias River wurde das Schiff Margaretta nach der Kaperung im Jahr 1775 vor den Briten versteckt. Die Bevölkerung des Gebietes lebt von der Holzwirtschaft und der Zucht von Blaubeeren.

### Einwohnerentwicklung
| Volkszählungsergebnisse – Town of Whitneyville, Maine | Volkszählungsergebnisse – Town of Whitneyville, Maine | Volkszählungsergebnisse – Town of Whitneyville, Maine | Volkszählungsergebnisse – Town of Whitneyville, Maine | Volkszählungsergebnisse – Town of Whitneyville, Maine | Volkszählungsergebnisse – Town of Whitneyville, Maine | Volkszählungsergebnisse – Town of Whitneyville, Maine | Volkszählungsergebnisse – Town of Whitneyville, Maine | Volkszählungsergebnisse – Town of Whitneyville, Maine | Volkszählungsergebnisse – Town of Whitneyville, Maine | Volkszählungsergebnisse – Town of Whitneyville, Maine |
| Jahr                                                  | 1800                                                  | 1810                                                  | 1820                                                  | 1830                                                  | 1840                                                  | 1850                                                  | 1860                                                  | 1870                                                  | 1880                                                  | 1890                                                  |
| ----------------------------------------------------- | ----------------------------------------------------- | ----------------------------------------------------- | ----------------------------------------------------- | ----------------------------------------------------- | ----------------------------------------------------- | ----------------------------------------------------- | ----------------------------------------------------- | ----------------------------------------------------- | ----------------------------------------------------- | ----------------------------------------------------- |
| Einwohner                                             |                                                       |                                                       |                                                       |                                                       |                                                       | 519                                                   | 579                                                   | 569                                                   | 492                                                   | 413                                                   |
| Jahr                                                  | 1900                                                  | 1910                                                  | 1920                                                  | 1930                                                  | 1940                                                  | 1950                                                  | 1960                                                  | 1970                                                  | 1980                                                  | 1990                                                  |
| Einwohner                                             | 424                                                   | 258                                                   | 210                                                   | 229                                                   | 262                                                   | 227                                                   | 229                                                   | 155                                                   | 264                                                   | 241                                                   |
| Jahr                                                  | 2000                                                  | 2010                                                  | 2020                                                  | 2030                                                  | 2040                                                  | 2050                                                  | 2060                                                  | 2070                                                  | 2080                                                  | 2090                                                  |
| Einwohner                                             | 262                                                   | 220                                                   | 202                                                   |                                                       |                                                       |                                                       |                                                       |                                                       |                                                       |                                                       |

## Kultur und Sehenswürdigkeiten

### Bauwerke
In Whitneyville wurde ein Bauwerk unter Denkmalschutz gestellt und ins National Register of Historic Places aufgenommen.
- Whitneyville Congregational Church, 1979 unter der Register-Nr. 79000170.[9]

## Wirtschaft und Infrastruktur

### Verkehr
Der U.S. Highway 1 verläuft in westöstlicher Richtung durch die Town. Eine Seitenstrecke, der U.S. Highway 1A, führt in einem Bogen durch das Zentrum. Die Maine State Route 192 verläuft in nordsüdliche Richtung und verbindet so Whitneyville mit Northfield im Norden und Machias im Süden.

### Öffentliche Einrichtungen

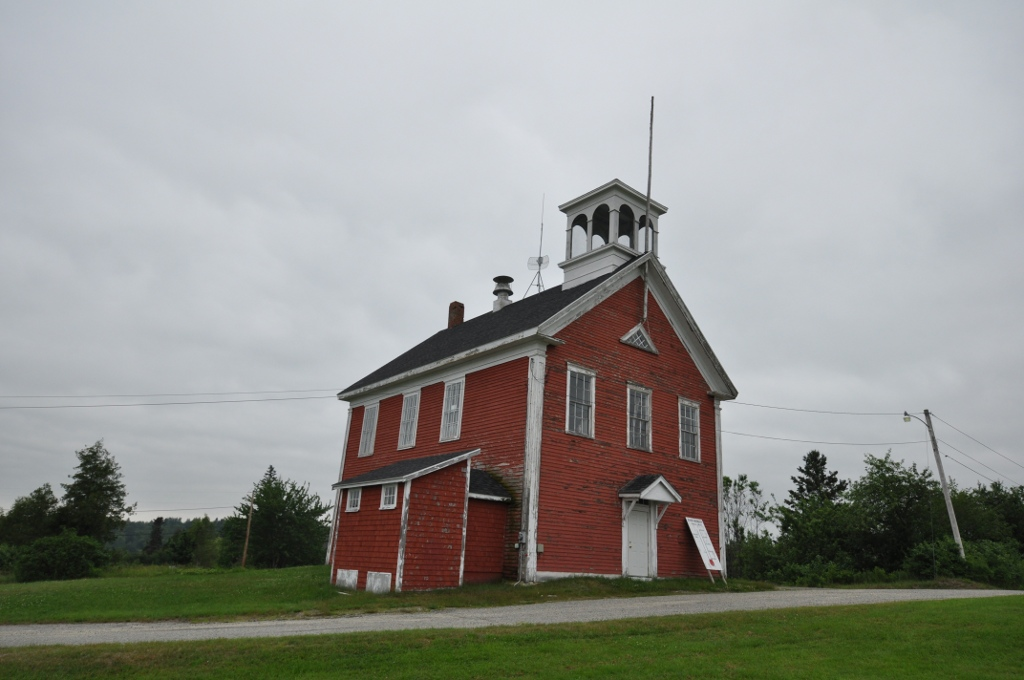
Whitneyville Public Library

Es gibt keine medizinischen Einrichtungen in Whitneyville. Nächstgelegene befinden sich im benachbarten Machias.
In Whitneyville befindet sich die Whitneyville Public Library in der Cross Street.

### Bildung
Whitneyville gehört mit Cutler, East Machias, Jonesboro, Machias, Machiasport, Marshfield, Northfield, Roque Bluffs, Wesley und Whiting zum Schulbezirk AOS 96.
Im Schulbezirk werden folgende Schulen angeboten:
- Bay Ridge Elementary School in Cutler, mit Schulklassen von Kindergarten bis zum 8. Schuljahr
- Elm Street School in East Machias, mit Schulklassen von Pre-Kindergarten bis zum 8. Schuljahr
- Jonesboro Elementary School in Jonesboro, mit Schulklassen von Pre-Kindergarten bis zum 8. Schuljahr
- Rose M. Gaffney School in Machias, mit Schulklassen von Pre-Kindergarten bis zum 8. Schuljahr
- Fort O’Brien School in Machiasport, mit Schulklassen von Pre-Kindergarten bis zum 8. Schuljahr
- Wesley Elementary School in Wesley, mit Schulklassen von Kindergarten bis zum 8. Schuljahr
- Whiting Village School in Whiting, mit Schulklassen von Kindergarten bis zum 8. Schuljahr
- Machias Memorial High School in Machias, mit Schulklassen vom 9. bis zum 12. Schuljahr

Zudem befindet sich in Machias die Washington Academy, eine private vorbereitende High School. Die Akademie wurde 1792 gegründet und hat Internats- und Tagesschüler.
Die University of Maine hat mit der University of Maine at Machias einen Standort in Machias.